# Modolești (Vidra), Alba
Modolești este un sat în comuna Vidra din județul Alba, Transilvania, România. La recensământul din 2002 avea o populație de 21 locuitori.